# کالپی
کالپی (به انگلیسی: Kalpi) یک منطقهٔ مسکونی در هند است که در بخش جلون واقع شده‌است. کالپی ۵۱٬۶۷۰ نفر جمعیت دارد و ۱۱۲ متر بالاتر از سطح دریا واقع شده‌است.